# Knochenzüngler
Die Familie der Knochenzüngler (Osteoglossidae (Gr.: osteon = Knochen, glossa = Zunge)) sind meist große Süßwasserfische, die zirkumtropisch im tropischen Südamerika, Südostasien, Neuguinea und im nördlichen Australien leben. Die Tiere fallen durch ihre großen Schuppen auf, haben zahlreiche urtümliche Merkmale und sind Raubfische oder Allesfresser, die ihre Beute, zum Beispiel Insekten, im Sprung erbeuten können.

## Merkmale
Knochenzüngler werden 90 Zentimeter bis einen Meter lang. Sie besitzen einen langgestreckten, seitlich abgeflachten Körper. Das Maul ist groß und steht schräg nach oben gerichtet. Am Unterkiefer befinden sich zwei Barteln. Entlang des Seitenlinienorgans haben sie 21 bis 55 Schuppen, die Anzahl der Wirbel beträgt 60 bis 100. Die Bauchflossen werden von fünf bis sechs Flossenstrahlen gestützt und stehen weit hinter den Brustflossen. Ihr Maxillare ist bezahnt. Die Anzahl der Branchiostegalstrahlen liegt bei 10 bis 17.

## Gattungen und Arten

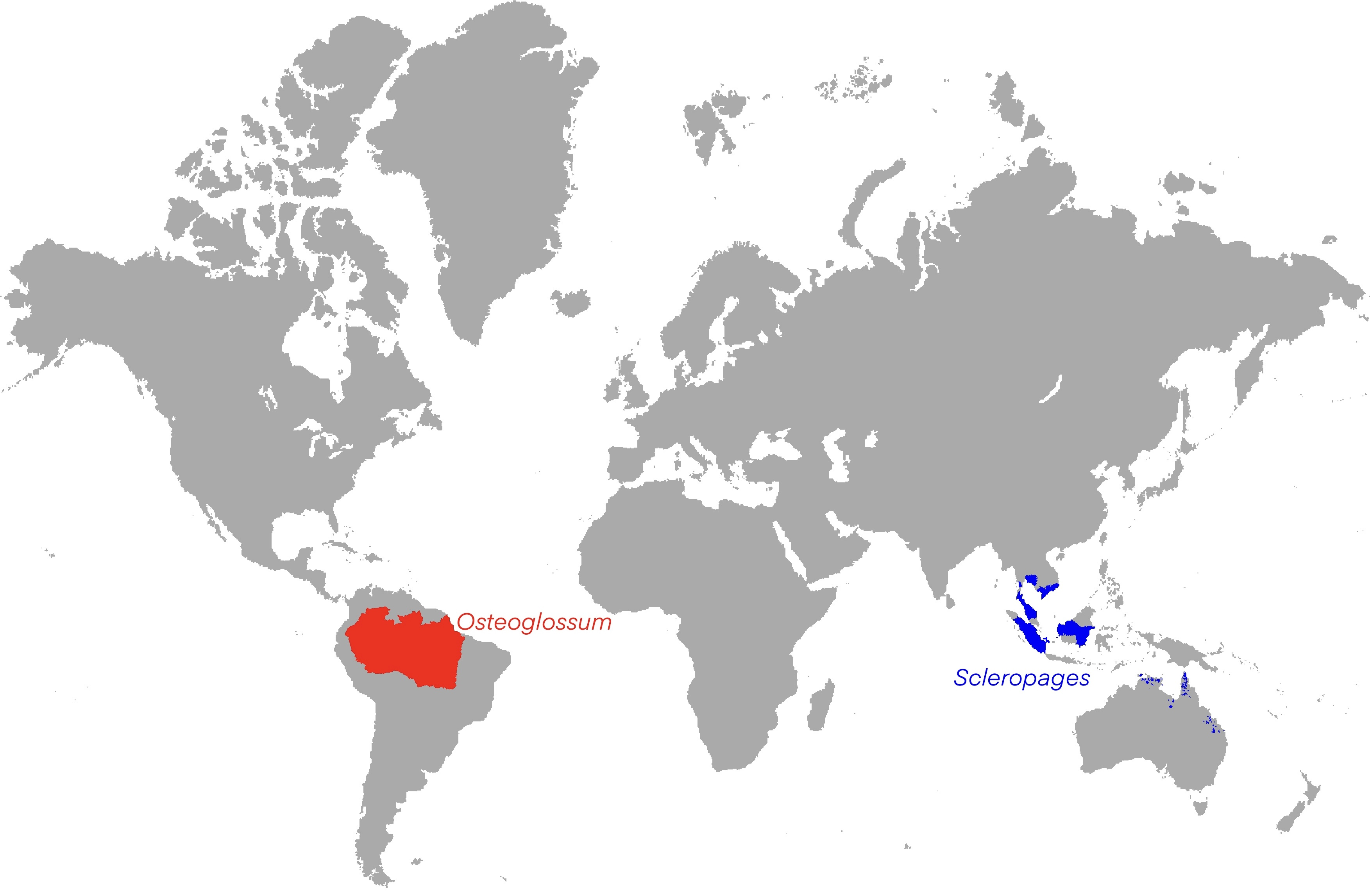
Das Verbreitungsgebiet der Knochenzüngler

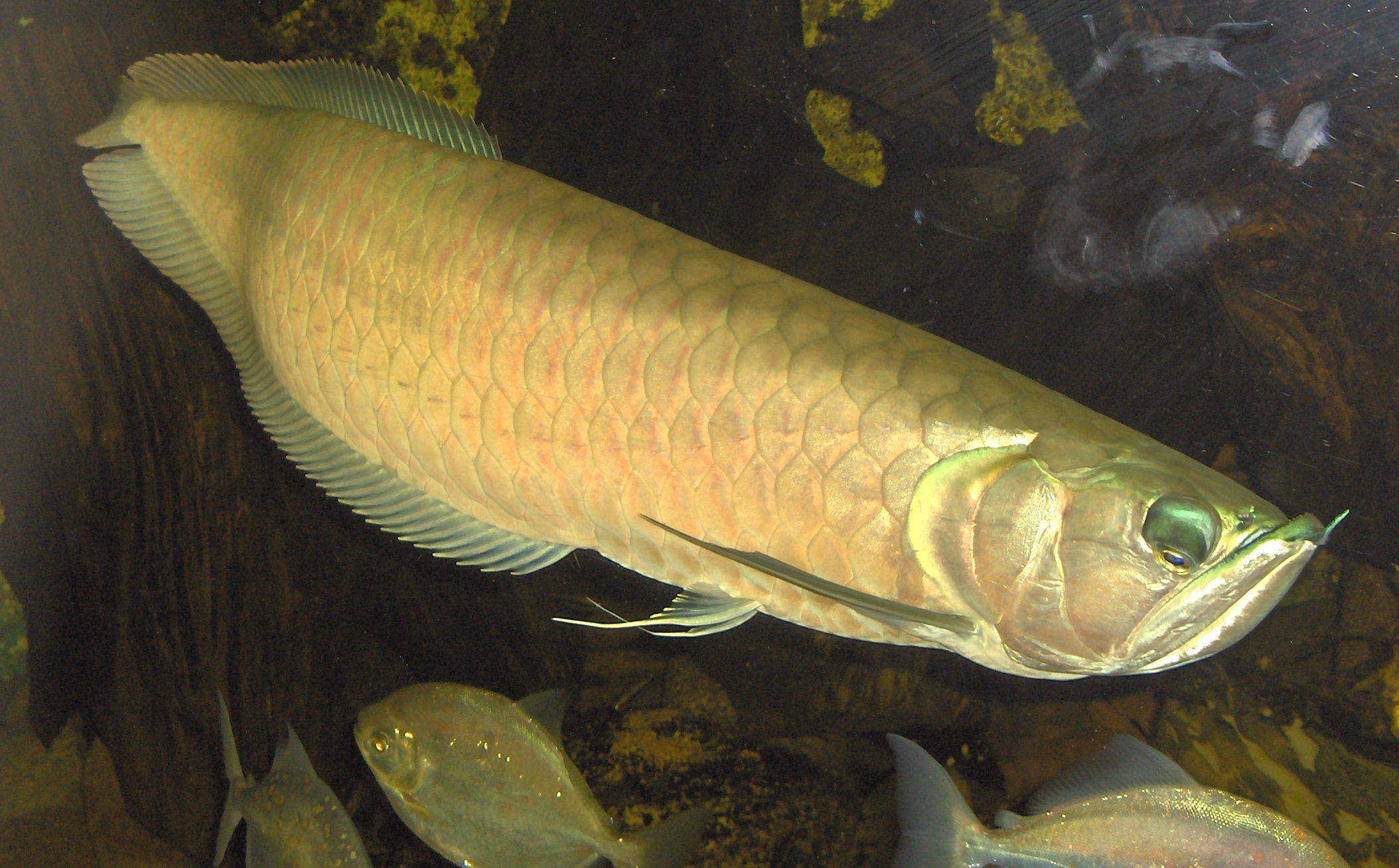
Arowana (Osteoglossum bicirrhosum).

Es gibt zwei Gattungen mit vier und zwei Arten:
- Gattung Scleropages Günther, 1864[1]
  - Untergattung Delsmania
    - Burmesischer Knochenzüngler (Scleropages inscriptus Roberts, 2012)[2]
    - Asiatischer Gabelbart (Scleropages formosus (Schlegel & Müller, 1844))

  - Untergattung Scleropages
    - Australischer Knochenzüngler (Scleropages jardinii (Saville-Kent, 1892))
    - Leichhardts Knochenzüngler (Scleropages leichardti (Günther, 1864))
- Gattung Osteoglossum Cuvier, 1829
  - Arowana (Osteoglossum bicirrhosum (Cuvier (ex Vandelli), 1829))
  - Schwarzer Knochenzüngler (Osteoglossum ferrerai Kanazawa, 1966)

Der amerikanische Ichthyologe Nelson zählt in seinem Standardwerk zur Fischsystematik, Fishes of the World auch den Schmetterlingsfisch (Pantodon buchholzi), den Arapaima (Arapaima gigas) und den Afrikanischen Knochenzüngler (Heterotis niloticus) zu der Familie. Die beiden letzten bilden dann die Unterfamilie Heterotidinae, die Knochenzüngler i.e.S. die Unterfamilie Osteoglossinae. In den meisten anderen Systematiken wird der Schmetterlingsfisch, der wahrscheinlich eine basale Stellung innerhalb der Knochenzünglerartigen einnimmt, in eine eigene Familie gestellt, die Pantodontidae. Arapaima und Afrikanischer Knochenzüngler bilden die Familie Arapaimidae, die mit den Osteoglossidae zur Unterordnung Osteoglossoidei vereint wird.

## Phylogenie
Das folgende Kladogramm zeigt die Verwandtschaft der einzelnen Knochenzünglerarten nach Pouyaud, Sudarto & Guy Teugels und die Arapaimidae als Außengruppe.
|  | Arapaima                                           |
|  |                                                    |
|  | Afrikanischer Knochenzüngler (Heterotis niloticus) |
|  |                                                    |

|  | Arowana (Osteoglossum bicirrhosum)                |
|  |                                                   |
|  | Schwarzer Knochenzüngler (Osteoglossum ferreirai) |

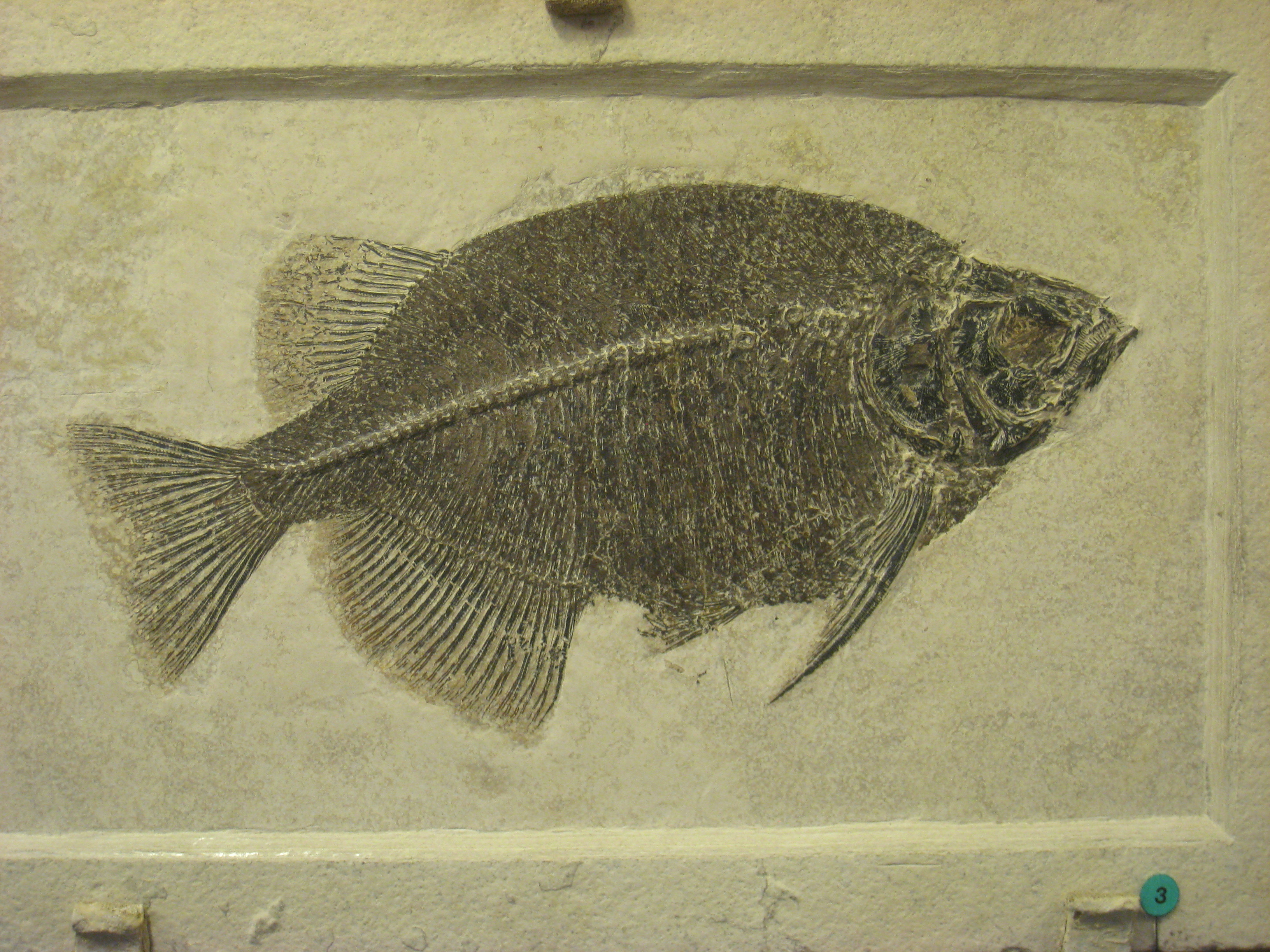
Phareodus testis (Buffalo Museum of Science).

|  |                                                   |

|  | Untergattung Delsmania   |
|  |                          |
|  | Untergattung Scleropages |
|  |                          |

|  | Arowana (Osteoglossum bicirrhosum)                |
|  |                                                   |
|  | Schwarzer Knochenzüngler (Osteoglossum ferreirai) |
|  |                                                   |

|  | Untergattung Delsmania   |
|  |                          |
|  | Untergattung Scleropages |
|  |                          |

|  | Arapaima                                           |
|  |                                                    |
|  | Afrikanischer Knochenzüngler (Heterotis niloticus) |
|  |                                                    |

|  | Arowana (Osteoglossum bicirrhosum)                |
|  |                                                   |
|  | Schwarzer Knochenzüngler (Osteoglossum ferreirai) |
|  |                                                   |

|  | Untergattung Delsmania   |
|  |                          |
|  | Untergattung Scleropages |
|  |                          |

|  | Arowana (Osteoglossum bicirrhosum)                |
|  |                                                   |
|  | Schwarzer Knochenzüngler (Osteoglossum ferreirai) |
|  |                                                   |

|  | Untergattung Delsmania   |
|  |                          |
|  | Untergattung Scleropages |
|  |                          |

## Fossilüberlieferung
Auch einige fossile Taxa sind bekannt. Brychaetus lebte im Paläozän und Eozän in Europa, Nordamerika und Nordafrika, Phareodus im Eozän in Nordamerika und Australien.